# 最優秀選手 (日本プロ野球)
最優秀選手（さいゆうしゅうせんしゅ）とは、その年の日本プロ野球において最も活躍した選手に与えられる表彰の一つ。
通称「MVP（Most Valuable Player）」とも言う。NPBではレギュラーシーズン、セ・パ交流戦、クライマックスシリーズ、日本シリーズ、オールスターゲームそれぞれでMVPを選出する。

## 概説
1937年春季より表彰を開始。当初の名称は最高殊勲選手（さいこうしゅくんせんしゅ）。1963年より最優秀選手と改称。シーズン中に最も活躍した選手が選ばれる。現在はセントラル・リーグ、パシフィック・リーグからそれぞれ1名選出されている。

### 選出方法
選出は記者投票によって行われる。投票資格を持つ記者は全国の新聞、通信、放送各社に所属しており5年以上プロ野球を担当している者。投票用紙に3名を連記し、1位に5点、2位に3点、3位に1点のポイントが振り分けられ、その合計値が最も高い選手が選出される。制定当初は選考委員（リーグ関係者と記者）による選考で選ばれていた。1949年に記者投票制を導入し、初年度は5名連記制だったが翌年より単記制になり、1963年から3名連記制となっている。
投票が満票でMVPに選出されたのは過去に両リーグで合わせて7人（9度）おり、セ・リーグでは、2度ずつ満票で選出された1961年、1971年の長嶋茂雄と1973年、1977年の王貞治（ともに巨人）に加えて1954年の杉下茂（中日）、2022年の村上宗隆（ヤクルト）が、パ・リーグは1959年の杉浦忠、1965年の野村克也（ともに南海）、2013年の田中将大（楽天）が満票で選出されている。また、近年では2002年の松井秀喜（巨人）や2016年の大谷翔平（日本ハム）が1票足りずに満票選出を逃している。

### 発表時期
2リーグ分裂後の発表時期は何度かの変遷を経ている。分裂直後の1950年と1951年は日本シリーズ終了数日後の発表であったが、1952年はセは日本シリーズ開始2日前、パは終了2日後と分かれ、1953年は日本シリーズ中に発表、1954年から1962年まではシーズン中に投票の締め切りが設定され、発表も日本シリーズ開始前でリーグ優勝決定後ながらおおむねシーズン終了前であった（リーグによりシーズン終了後となった年も一部あり）。1956・1957年は各リーグの事務局からの発表となったため、各リーグで別の日に発表されている。1963年から2004年までは日本シリーズ終了の翌々日に行われていたが、2005年以降はNPB AWARDS（旧：プロ野球コンベンション）当日に発表することになっている。

### 選出傾向
「最高殊勲選手」として制定された当初から「所属チームの成績に関わりなく最も価値ある選手」か「所属チームの優勝に最も貢献した選手」かで議論があった。初期にはB.ハリスや苅田久徳が前者の立場で選ばれていたが、次第に後者の傾向が強まった。阪神の球団史『阪神タイガース 昭和のあゆみ』（1991年）では、1946年に優勝したグレートリングの山本一人（打点王）が選考委員の満場一致で選ばれたことが、「優勝チームに限定した選出」の発端という見解が示されている。同書には「MVPを邦訳した「最高殊勲」にこだわるとどうしても「優勝」に結びついてくる」と記されている。1949年に6位チームから選出された藤村富美男については、この年に導入された5名連記制が有利に作用したと『阪神タイガース 昭和のあゆみ』には記されている。なお、この藤村の選出に関しては井上章一が『阪神タイガースの正体』（太田出版、2001年）の中で、大井廣介の著書『タイガース史』（ベースボール・マガジン社、1958年）にある「毎日新聞系の票が集中的に藤村に投じられた」という記述を紹介し、当時プロ野球再編問題で毎日球団側につくかどうかに疑念のあった阪神を引きとめる一環としてそのようなことがおこなわれた可能性を指摘している（同書P146 - 147）。この年は1位は7点。2位は4点で以下5位まで1点ずつ少なくなる方式であった。藤村と次点の千葉茂とは、1位は同数で2位以下の票数で差がついた。発表時の読売新聞の記事（1949年12月1日）では同僚の藤本英雄や川上哲治との間で2・3位の票が分散したことが千葉の敗因としている。この翌年より投票は単記制となり、「優勝チームからの選出」が不文律となっていく。その後、「原則として優勝チームから選ぶ」という条項が設定され、優勝チームからの選出が続くこととなった。なお、パ・リーグは最優秀投手の制定後、1953年から1955年までは「最高殊勲選手の対象には投手を含まない」としていた。
1963年に「最優秀選手」に改められた際に上記の条項は削除されたが、その後においてもリーグ最高勝率チームから選ばれることが多い。2位以下のチームに所属する選手は稀有な成績や記録を残した場合に選ばれることがある。レギュラーシーズン優勝チーム以外からMVPが選出された例は、2リーグ制後、セで3例、パで11例。また、レギュラーシーズン最高勝率ではないチームからMVPが選出された例は、2リーグ制後、セで3例、パで12例。BクラスのチームからのMVPは、2リーグ制後、1982年の落合博満（ロッテ、当時史上最年少での三冠）、1988年の門田博光（南海、40歳で本塁打・打点の二冠）、2008年の岩隈久志（楽天、投手三冠）、2013年のW.バレンティン（ヤクルト、史上最多の年間60本塁打）の4例である。
野手の選出傾向は打撃成績が主体であるが、1982年の中尾孝義（中日）や1987年の山倉和博（巨人）のように、打撃成績上位でなくとも、捕手としての投手陣リード技術やブロックなど、卓越した守備面を評価されての受賞もある。逆に、守備貢献がほぼ無い＝DH専業での選出例もある（1979年の近鉄・C.マニエル、1988年の南海・門田博光）。
一軍監督兼任でのMVP受賞例は、大阪・若林忠志（1944・1947）、南海・山本一人（1946・1948・1951）、南海・野村克也（1973）の6例がある。
パ・リーグで前後期制が採用されていた1973年から1982年に、プレーオフ進出しながらもV逸した球団（プレーオフ敗退の結果としてＶ逸した球団）からMVPが選出された例はない。逆に、2004年から2006年にかけてパ・リーグでは上位3球団によるプレーオフが実施されていたが、うち2004年・2005年にはプレーオフ進出しながらもV逸した球団からMVPが選出された（2004年のダイエー・松中信彦、2005年のソフトバンク・杉内俊哉）。
2007年に両リーグでクライマックスシリーズ（CS）が始まって以降は、プレーオフで日本シリーズ出場を逃したとしてもレギュラーシーズンの優勝チームからMVPが選出されやすい傾向にあり、いわゆる下剋上（2位・3位球団が日本シリーズに出場した達成例）発生年度に、当該達成球団からのMVP選出は2024年終了現在出ていない。

## 歴代受賞者
- §は満票選出。

### 1リーグ時代
- 背景が桃地：優勝（最高勝率）チーム以外からの選出

| 年度   | 受賞選手        | 所属球団         | 成績                 |
| ------ | --------------- | ---------------- | -------------------- |
| 1937春 | 沢村栄治        | 東京巨人軍       | 24勝4敗 防0.81       |
| 1937秋 | ハリス          | 後楽園イーグルス | .310 1本 24点 7盗    |
| 1938春 | 苅田久徳        | 東京セネタース   | .299 5本 15点 7盗    |
| 1938秋 | 中島治康        | 東京巨人軍       | .361 10本 38点 3盗   |
| 1939   | V.スタルヒン(1) | 東京巨人軍       | 42勝15敗 防1.73      |
| 1940   | 須田博(2)       | 東京巨人軍       | 38勝12敗 防0.97      |
| 1941   | 川上哲治(1)     | 東京巨人軍       | .310 4本 57点 5盗    |
| 1942   | 水原茂          | 東京巨人軍       | .225 0本 16点 2盗    |
| 1943   | 呉昌征          | 東京巨人軍       | .300 2本 20点 54盗   |
| 1944   | 若林忠志(1)     | 阪神軍           | 22勝4敗 防1.56       |
| 1946   | 山本一人(1)     | グレートリング   | .314 4本 95点 32盗   |
| 1947   | 若林忠志(2)     | 大阪タイガース   | 26勝12敗 防2.09      |
| 1948   | 山本一人(2)     | 南海ホークス     | .305 8本 68点 23盗   |
| 1949   | 藤村富美男      | 大阪タイガース   | .332 46本 142点 12盗 |

### 2リーグ制後
- 背景が桃地：リーグ優勝、シーズン最高勝率のどちらも満たさないチームからの選出。

| 年度 | セントラル・リーグ | セントラル・リーグ     | セントラル・リーグ   | パシフィック・リーグ | パシフィック・リーグ         | パシフィック・リーグ                   |
| 年度 | 受賞選手           | 所属球団               | 成績                 | 受賞選手             | 所属球団                     | 成績                                   |
| ---- | ------------------ | ---------------------- | -------------------- | -------------------- | ---------------------------- | -------------------------------------- |
| 1950 | 小鶴誠             | 松竹ロビンス           | .355 51本 161点 28盗 | 別当薫               | 毎日オリオンズ               | .335 43本 105点 34盗                   |
| 1951 | 川上哲治(2)        | 読売ジャイアンツ       | .377 15本 81点 14盗  | 山本一人(3)          | 南海ホークス                 | .311 2本 58点 19盗                     |
| 1952 | 別所毅彦(1)        | 読売ジャイアンツ       | 33勝13敗 防1.94      | 柚木進               | 南海ホークス                 | 19勝7敗 防1.91                         |
| 1953 | 大友工             | 読売ジャイアンツ       | 27勝6敗 防1.86       | 岡本伊三美           | 南海ホークス                 | .318 19本 77点 30盗                    |
| 1954 | 杉下茂§            | 中日ドラゴンズ         | 32勝12敗 防1.39      | 大下弘               | 西鉄ライオンズ               | .321 22本 88点 11盗                    |
| 1955 | 川上哲治(3)        | 読売ジャイアンツ       | .338 12本 79点 17盗  | 飯田徳治             | 南海ホークス                 | .310 14本 75点 42盗                    |
| 1956 | 別所毅彦(2)        | 読売ジャイアンツ       | 27勝15敗 防1.93      | 中西太               | 西鉄ライオンズ               | .325 29本 95点 15盗                    |
| 1957 | 与那嶺要           | 読売ジャイアンツ       | .343 12本 48点 10盗  | 稲尾和久(1)          | 西鉄ライオンズ               | 35勝6敗 防1.37                         |
| 1958 | 藤田元司(1)        | 読売ジャイアンツ       | 29勝13敗 防1.53      | 稲尾和久(2)          | 西鉄ライオンズ               | 33勝10敗 防1.42                        |
| 1959 | 藤田元司(2)        | 読売ジャイアンツ       | 27勝11敗 防1.83      | 杉浦忠§              | 南海ホークス                 | 38勝4敗 防1.40                         |
| 1960 | 秋山登             | 大洋ホエールズ         | 21勝10敗 防1.75      | 山内和弘             | 大毎オリオンズ               | .313 32本 103点 5盗                    |
| 1961 | 長嶋茂雄(1)§       | 読売ジャイアンツ       | .353 28本 86点 14盗  | 野村克也(1)          | 南海ホークス                 | .296 29本 89点 8盗                     |
| 1962 | 村山実             | 阪神タイガース         | 25勝14敗 防1.20      | 張本勲               | 東映フライヤーズ             | .333 31本 99点 23盗                    |
| 1963 | 長嶋茂雄(2)        | 読売ジャイアンツ       | .341 37本 112点 16盗 | 野村克也(2)          | 南海ホークス                 | .291 52本 135点 4盗                    |
| 1964 | 王貞治(1)          | 読売ジャイアンツ       | .320 55本 119点 6盗  | J.スタンカ           | 南海ホークス                 | 26勝7敗 防2.40                         |
| 1965 | 王貞治(2)          | 読売ジャイアンツ       | .322 42本 104点 2盗  | 野村克也(3)§         | 南海ホークス                 | .320 42本 110点 3盗                    |
| 1966 | 長嶋茂雄(3)        | 読売ジャイアンツ       | .344 26本 105点 14盗 | 野村克也(4)          | 南海ホークス                 | .312 34本 97点 8盗                     |
| 1967 | 王貞治(3)          | 読売ジャイアンツ       | .326 47本 108点 3盗  | 足立光宏             | 阪急ブレーブス               | 20勝10敗 防1.75                        |
| 1968 | 長嶋茂雄(4)        | 読売ジャイアンツ       | .318 39本 125点 8盗  | 米田哲也             | 阪急ブレーブス               | 29勝13敗 防2.79                        |
| 1969 | 王貞治(4)          | 読売ジャイアンツ       | .345 44本 103点 5盗  | 長池徳二(1)          | 阪急ブレーブス               | .316 41本 101点 21盗                   |
| 1970 | 王貞治(5)          | 読売ジャイアンツ       | .325 47本 93点 1盗   | 木樽正明             | ロッテオリオンズ             | 21勝10敗 防2.53                        |
| 1971 | 長嶋茂雄(5)§       | 読売ジャイアンツ       | .320 34本 86点 4盗   | 長池徳二(2)          | 阪急ブレーブス               | .317 40本 114点 8盗                    |
| 1972 | 堀内恒夫           | 読売ジャイアンツ       | 26勝9敗 防2.91       | 福本豊               | 阪急ブレーブス               | .301 14本 40点 106盗                   |
| 1973 | 王貞治(6)§         | 読売ジャイアンツ       | .355 51本 114点 2盗  | 野村克也(5)          | 南海ホークス                 | .309 28本 96点 3盗                     |
| 1974 | 王貞治(7)          | 読売ジャイアンツ       | .332 49本 107点 1盗  | 金田留広             | ロッテオリオンズ             | 16勝7敗0S 防2.90                       |
| 1975 | 山本浩二(1)        | 広島東洋カープ         | .319 30本 84点 24盗  | 加藤秀司             | 阪急ブレーブス               | .309 32本 97点 12盗                    |
| 1976 | 王貞治(8)          | 読売ジャイアンツ       | .325 49本 123点 3盗  | 山田久志(1)          | 阪急ブレーブス               | 26勝7敗5S 防2.39                       |
| 1977 | 王貞治(9)§         | 読売ジャイアンツ       | .324 50本 124点 1盗  | 山田久志(2)          | 阪急ブレーブス               | 16勝10敗7S 防2.28                      |
| 1978 | 若松勉             | ヤクルトスワローズ     | .341 17本 71点 12盗  | 山田久志(3)          | 阪急ブレーブス               | 18勝4敗4S 防2.66                       |
| 1979 | 江夏豊(1)          | 広島東洋カープ         | 9勝5敗22S 防2.66     | C.マニエル           | 近鉄バファローズ             | .324 37本 94点 0盗                     |
| 1980 | 山本浩二(2)        | 広島東洋カープ         | .336 44本 112点 14盗 | 木田勇               | 日本ハムファイターズ         | 22勝8敗4S 防2.28                       |
| 1981 | 江川卓             | 読売ジャイアンツ       | 20勝6敗0S 防2.29     | 江夏豊(2)            | 日本ハムファイターズ         | 3勝6敗25S 防2.82                       |
| 1982 | 中尾孝義           | 中日ドラゴンズ         | .282 18本 47点 7盗   | 落合博満(1)          | ロッテオリオンズ             | .325 32本 99点 8盗                     |
| 1983 | 原辰徳             | 読売ジャイアンツ       | .302 32本 103点 9盗  | 東尾修(1)            | 西武ライオンズ               | 18勝9敗2S 防2.92                       |
| 1984 | 衣笠祥雄           | 広島東洋カープ         | .329 31本 102点 11盗 | ブーマー             | 阪急ブレーブス               | .355 37本 130点 2盗                    |
| 1985 | R.バース           | 阪神タイガース         | .350 54本 134点 1盗  | 落合博満(2)          | ロッテオリオンズ             | .367 52本 146点 5盗                    |
| 1986 | 北別府学           | 広島東洋カープ         | 18勝4敗0S 防2.43     | 石毛宏典             | 西武ライオンズ               | .329 27本 89点 19盗                    |
| 1987 | 山倉和博           | 読売ジャイアンツ       | .273 22本 66点 3盗   | 東尾修(2)            | 西武ライオンズ               | 15勝9敗0S 防2.59                       |
| 1988 | 郭源治             | 中日ドラゴンズ         | 7勝6敗37S 防1.95     | 門田博光             | 南海ホークス                 | .311 44本 125点 2盗                    |
| 1989 | W.クロマティ       | 読売ジャイアンツ       | .378 15本 72点 7盗   | R.ブライアント       | 近鉄バファローズ             | .283 49本 121点 5盗                    |
| 1990 | 斎藤雅樹           | 読売ジャイアンツ       | 20勝5敗0S 防2.17     | 野茂英雄             | 近鉄バファローズ             | 18勝8敗0S 防2.91                       |
| 1991 | 佐々岡真司         | 広島東洋カープ         | 17勝9敗0S 防2.44     | 郭泰源               | 西武ライオンズ               | 15勝6敗1S 防2.59                       |
| 1992 | J.ハウエル         | ヤクルトスワローズ     | .331 38本 87点 3盗   | 石井丈裕             | 西武ライオンズ               | 15勝3敗3S 防1.94                       |
| 1993 | 古田敦也(1)        | ヤクルトスワローズ     | .308 17本 75点 11盗  | 工藤公康(1)          | 西武ライオンズ               | 15勝3敗0S 防2.06                       |
| 1994 | 桑田真澄           | 読売ジャイアンツ       | 14勝11敗1S 防2.52    | イチロー(1)          | オリックス・ブルーウェーブ   | .385 13本 54点 29盗                    |
| 1995 | T.オマリー         | ヤクルトスワローズ     | .302 31本 87点 6盗   | イチロー(2)          | オリックス・ブルーウェーブ   | .342 25本 80点 49盗                    |
| 1996 | 松井秀喜(1)        | 読売ジャイアンツ       | .314 38本 99点 7盗   | イチロー(3)          | オリックス・ブルーウェーブ   | .356 16本 84点 35盗                    |
| 1997 | 古田敦也(2)        | ヤクルトスワローズ     | .322 9本 86点 9盗    | 西口文也             | 西武ライオンズ               | 15勝5敗1S 防3.12                       |
| 1998 | 佐々木主浩         | 横浜ベイスターズ       | 1勝1敗45S 防0.64     | 松井稼頭央           | 西武ライオンズ               | .311 9本 58点 43盗                     |
| 1999 | 野口茂樹           | 中日ドラゴンズ         | 19勝7敗0S 防2.65     | 工藤公康(2)          | 福岡ダイエーホークス         | 11勝7敗0S 防2.38                       |
| 2000 | 松井秀喜(2)        | 読売ジャイアンツ       | .316 42本 108点 5盗  | 松中信彦(1)          | 福岡ダイエーホークス         | .312 33本 106点 0盗                    |
| 2001 | R.ペタジーニ       | ヤクルトスワローズ     | .322 39本 127点 4盗  | T.ローズ             | 大阪近鉄バファローズ         | .327 55本 131点 9盗                    |
| 2002 | 松井秀喜(3)        | 読売ジャイアンツ       | .334 50本 107点 3盗  | A.カブレラ           | 西武ライオンズ               | .336 55本 115点 4盗                    |
| 2003 | 井川慶             | 阪神タイガース         | 20勝5敗0S 防2.80     | 城島健司             | 福岡ダイエーホークス         | .330 34本 119点 9盗                    |
| 2004 | 川上憲伸           | 中日ドラゴンズ         | 17勝7敗0S 防3.32     | 松中信彦(2)          | 福岡ダイエーホークス         | .358 44本 120点 2盗                    |
| 2005 | 金本知憲           | 阪神タイガース         | .327 40本 125点 3盗  | 杉内俊哉             | 福岡ソフトバンクホークス     | 18勝4敗0S 0H 防2.11                    |
| 2006 | 福留孝介           | 中日ドラゴンズ         | .351 31本 104点 11盗 | 小笠原道大(1)        | 北海道日本ハムファイターズ   | .313 32本 100点 4盗                    |
| 2007 | 小笠原道大(2)      | 読売ジャイアンツ       | .313 31本 88点 4盗   | ダルビッシュ有(1)    | 北海道日本ハムファイターズ   | 15勝5敗0S 0H 防1.82                    |
| 2008 | A.ラミレス(1)      | 読売ジャイアンツ       | .319 45本 125点 1盗  | 岩隈久志             | 東北楽天ゴールデンイーグルス | 21勝4敗0S 0H 防1.87                    |
| 2009 | A.ラミレス(2)      | 読売ジャイアンツ       | .322 31本 103点 4盗  | ダルビッシュ有(2)    | 北海道日本ハムファイターズ   | 15勝5敗0S 0H 防1.73                    |
| 2010 | 和田一浩           | 中日ドラゴンズ         | .339 37本 93点 5盗   | 和田毅               | 福岡ソフトバンクホークス     | 17勝8敗0S 0H 防3.14                    |
| 2011 | 浅尾拓也           | 中日ドラゴンズ         | 7勝2敗10S 45H 防0.41 | 内川聖一             | 福岡ソフトバンクホークス     | .338 12本 74点 4盗                     |
| 2012 | 阿部慎之助         | 読売ジャイアンツ       | .340 27本 104点 0盗  | 吉川光夫             | 北海道日本ハムファイターズ   | 14勝5敗0S 0H 防1.71                    |
| 2013 | W.バレンティン     | 東京ヤクルトスワローズ | .330 60本 131点 0盗  | 田中将大§            | 東北楽天ゴールデンイーグルス | 24勝0敗1S 0H 防1.27                    |
| 2014 | 菅野智之(1)        | 読売ジャイアンツ       | 12勝5敗0S 0H 防2.33  | 金子千尋             | オリックス・バファローズ     | 16勝5敗0S 0H 防1.98                    |
| 2015 | 山田哲人           | 東京ヤクルトスワローズ | .329 38本 100点 34盗 | 柳田悠岐(1)          | 福岡ソフトバンクホークス     | .363 34本 99点 32盗                    |
| 2016 | 新井貴浩           | 広島東洋カープ         | .300 19本 101点 0盗  | 大谷翔平             | 北海道日本ハムファイターズ   | 10勝4敗0S 1H 防1.86 .322 22本 67点 7盗 |
| 2017 | 丸佳浩(1)          | 広島東洋カープ         | .308 23本 92点 13盗  | D.サファテ           | 福岡ソフトバンクホークス     | 2勝2敗54S 3H 防1.09                    |
| 2018 | 丸佳浩(2)          | 広島東洋カープ         | .306 39本 97点 10盗  | 山川穂高             | 埼玉西武ライオンズ           | .281 47本 124点 0盗                    |
| 2019 | 坂本勇人           | 読売ジャイアンツ       | .312 40本 94点 5盗   | 森友哉               | 埼玉西武ライオンズ           | .329 23本 105点 3盗                    |
| 2020 | 菅野智之(2)        | 読売ジャイアンツ       | 14勝2敗0S 0H 防1.97  | 柳田悠岐(2)          | 福岡ソフトバンクホークス     | .342 29本 86点 7盗                     |
| 2021 | 村上宗隆(1)        | 東京ヤクルトスワローズ | .278 39本 112点 12盗 | 山本由伸(1)          | オリックス・バファローズ     | 18勝5敗0S 0H 防1.39                    |
| 2022 | 村上宗隆(2)§       | 東京ヤクルトスワローズ | .318 56本 134点 12盗 | 山本由伸(2)          | オリックス・バファローズ     | 15勝5敗0S 0H 防1.68                    |
| 2023 | 村上頌樹           | 阪神タイガース         | 10勝6敗0S 1H 防1.75  | 山本由伸(3)          | オリックス・バファローズ     | 16勝6敗0S 0H 防1.21                    |
| 2024 | 菅野智之(3)        | 読売ジャイアンツ       | 15勝3敗0S 0H 防1.67  | 近藤健介             | 福岡ソフトバンクホークス     | .314 19本 72点 11盗                    |

## 最優秀選手に関する主な記録

### 複数回受賞者（野手）
- 選手名の太字はNPB現役、年度の太字は満票選出を示す。
- 着色セルは両リーグ受賞達成者を示す。

| 選手       | 回数 | 年度                                                 |
| ---------- | ---- | ---------------------------------------------------- |
| 王貞治     | 9    | 1964, 1965, 1967, 1969, 1970, 1973, 1974, 1976, 1977 |
| 長嶋茂雄   | 5    | 1961, 1963, 1966, 1968, 1971                         |
| 野村克也   | 5    | 1961, 1963, 1965, 1966, 1973                         |
| 川上哲治   | 3    | 1941, 1951, 1955                                     |
| 山本一人   | 3    | 1946, 1948, 1951                                     |
| イチロー   | 3    | 1994, 1995, 1996                                     |
| 松井秀喜   | 3    | 1996, 2000, 2002                                     |
| 山本浩二   | 2    | 1975, 1980                                           |
| 落合博満   | 2    | 1982, 1985                                           |
| 古田敦也   | 2    | 1993, 1997                                           |
| 松中信彦   | 2    | 2000, 2004                                           |
| 小笠原道大 | 2    | 2006, 2007                                           |
| A.ラミレス | 2    | 2008, 2009                                           |
| 柳田悠岐   | 2    | 2015, 2020                                           |
| 丸佳浩     | 2    | 2017, 2018                                           |
| 村上宗隆   | 2    | 2021, 2022                                           |

### 複数回受賞者（投手）
- 太字はNPB現役
- 着色セルは両リーグ受賞達成者を示す。

| 選手           | 回数 | 年度             |
| -------------- | ---- | ---------------- |
| 山田久志       | 3    | 1976, 1977, 1978 |
| 菅野智之       | 3    | 2014, 2020, 2024 |
| 山本由伸       | 3    | 2021, 2022, 2023 |
| V.スタルヒン   | 2    | 1939, 1940       |
| 若林忠志       | 2    | 1944, 1947       |
| 別所毅彦       | 2    | 1952, 1956       |
| 稲尾和久       | 2    | 1957, 1958       |
| 藤田元司       | 2    | 1958, 1959       |
| 江夏豊         | 2    | 1979, 1981       |
| 東尾修         | 2    | 1983, 1987       |
| 工藤公康       | 2    | 1993, 1999       |
| ダルビッシュ有 | 2    | 2007, 2009       |

### 日本シリーズMVPもしくはクライマックスシリーズMVPとの同年受賞者
- 日本シリーズMVPとの同年受賞：別当薫（1950年）、別所毅彦（1952年）、杉下茂（1954年）、稲尾和久（1958年）、杉浦忠（1959年）、長嶋茂雄（1963年）、ジョー・スタンカ（1964年）、堀内恒夫（1972年）、山田久志（1977年）、ランディ・バース（1985年）、石井丈裕（1992年）、トーマス・オマリー（1995年）、古田敦也（1997年）、松井秀喜（2000年）、デニス・サファテ（2017年）
  - 日本シリーズ敢闘賞との同年受賞：大下弘（1954年）、藤田元司（1958年）、足立光宏（1967年）、長池徳二（1969年）、野村克也（1973年）、山本浩二（1975年）、タフィ・ローズ（2001年）、アレックス・カブレラ（2002年）、ダルビッシュ有（2007年）、アレックス・ラミレス（2008年）、和田一浩（2010年）、山田哲人（2015年）、山本由伸（2021年）
- クライマックスシリーズMVPとの同年受賞：ダルビッシュ有（2007年）、アレックス・ラミレス（2008年）、和田一浩（2010年）、内川聖一（2011年）、田中将大（2013年）
- 日本シリーズMVPかつクライマックスシリーズMVPとの同年受賞：該当者なし
  - クライマックスシリーズMVPかつ日本シリーズ敢闘賞との同年受賞者としてはダルビッシュ有（2007年）、アレックス・ラミレス（2008年）、和田一浩（2010年）が該当する。

### 新人王との同時受賞者
- 新人王との同時受賞者：木田勇（1980年）、野茂英雄（1990年）、村上頌樹（2023年）
  - 木田勇と野茂英雄の2選手は優勝を逃した球団からの選出であった。また2選手とも所属球団がその年のレギュラーシーズン最高勝率（前後期時代の前期最高勝率、後期最高勝率含む）も逃している（Aクラスに入っていた）。
  - 村上頌樹はプロ入り3年目で両賞受賞。
  - 新人王獲得者以外での新人選手による最優秀選手の獲得者はいない。

### 諸記録
- 最多回数選出打者：王貞治（9回、1964年・1965年・1967年・1969年・1970年・1973年・1974年・1976年・1977年）
- 最多回数選出投手：3回・山田久志（1976年 - 1978年）、山本由伸（2021年 - 2023年）
- 最多連続年度選出者：3年・山田久志（1976年 - 1978年）、イチロー（1994年 - 1996年）、山本由伸（2021年 - 2023年）
- セ・パ両リーグで選出：江夏豊（1979年広島、1981年日本ハム）、小笠原道大（2006年日本ハム、2007年巨人）
- Bクラス球団から選出：苅田久徳（1938年春セネタース）、藤村富美男（1949年大阪）、落合博満（1982年ロッテ）、門田博光（1988年南海）、岩隈久志（2008年楽天）、ウラディミール・バレンティン（2013年ヤクルト）
  - 最下位球団から選出：ウラディミール・バレンティン（2013年ヤクルト）
- 最長ブランク選出打者：10年間・川上哲治（1941年 - 1951年）
- 最長ブランク選出投手：6年間・工藤公康（1993年 - 1999年）、菅野智之（2014年 - 2020年）
- 最年少選出者：1リーグ時代では沢村栄治（20歳、1937年春）、2リーグ制後では稲尾和久（19歳、1957年）※開幕時の年齢
- 最年長選出者：門田博光（40歳、1988年）
- 規定打席不足での選出打者：大谷翔平（2016年）
  - 2016年の大谷の登録は投手であり、野手登録では例がない。
- 規定投球回不足での選出投手：江夏豊（1979年、1981年）、郭源治（1988年）、佐々木主浩（1998年）、浅尾拓也（2011年）、大谷翔平（2016年）、デニス・サファテ（2017年）
  - 江夏、郭、佐々木、サファテは抑え、浅尾は中継ぎ、大谷は先発としての起用が主だった。
- リーグMVPを獲得しながらベストナインを獲得できなかった例：若林忠志（1947年）、山本一人（1948年）、藤田元司（1958年）、米田哲也（1968年）、山田久志（1978年）、江夏豊（1979年、1981年）、東尾修（1987年）、郭源治（1988年）、桑田真澄（1994年）、野口茂樹（1999年）、工藤公康（1999年）、浅尾拓也（2011年）、デニス・サファテ（2017年）、村上頌樹（2023年）
  - 野手としては1948年の山本の例が唯一となっている。
- ベストナイン（指名打者部門）とリーグMVPのダブル獲得者：チャーリー・マニエル（1979年）、門田博光（1988年）、大谷翔平（2016年）
  - 2016年の大谷については投手部門のベストナインも獲得しトリプル受賞となった。

## 月間MVP
アメリカ大リーグの「プレイヤー・オブ・ザ・マンス」（月間MVP）を参考にスタートした表彰で、当初は両リーグそれぞれ最も活躍した選手を全ポジションから1名を選んで表彰していた。日本では元々は投手・野手を含めて各リーグで毎月1名ずつの選出だったが、1989年から投手の部、打者の部（投手以外）から各リーグで毎月1名ずつ選出されている。なお現在の賞の正式名称は「大樹生命月間MVP」で、大樹生命保険がスポンサーとなっている。

## 交流戦MVP
2005年の第1回のセ・パ交流戦より表彰。正式名称は最優秀選手賞。毎年、交流戦期間中に最も活躍した選手が表彰される。

## プレーオフMVP
1973年から1982年の10年間、パ・リーグのみ実施された2シーズン制に伴うプレーオフでの表彰。1973年より表彰。正式名称は最優秀選手。毎年、優勝チームの中より1名が選出されていた。なお、2004年から2006年の3年間、同じくパ・リーグのみで実施されたプレーオフではMVPを選出していない。

## クライマックスシリーズMVP
パ・リーグでは2007年、セ・リーグでは2008年より表彰。ファイナルステージ（第2ステージ）勝利チームより1名が選出される。2007年と2010年のパ・リーグのみ、第1ステージでも選出を行った。

## 日本シリーズMVP
1950年の第1回より表彰。正式名称は最高殊勲選手。日本シリーズの日本一チームの中で最も勝利に貢献した選手が選出される。シリーズ終了直後に発表。1954年第5回から2006年第57回までは受賞者にトヨタ自動車（広島東洋カープ優勝の場合はマツダ）提供の自動車が贈呈されていた。原則1名だが、1962年は賞品が多かったことや、優勝に特に貢献した選手が多かったことから唯一2名選ばれ、東映フライヤーズの土橋正幸が自動車、種茂雅之がそれ以外の賞品を分け合っていた。

## オールスターゲームMVP
1951年の第1回より表彰。正式名称は最優秀選手賞。オールスターゲームの各試合で最も活躍した選手が選出される。試合終了後に発表され、球場で表彰も行われる。フレッシュオールスターゲームでも各試合ごとにMVPが選出される。